# Xã Lower Paxton, Quận Dauphin, Pennsylvania
Xã Lower Paxton (tiếng Anh: Lower Paxton Township) là một xã thuộc quận Dauphin, tiểu bang Pennsylvania, Hoa Kỳ. Năm 2010, dân số của xã này là 47.360 người.